# サッカークウェート女子代表

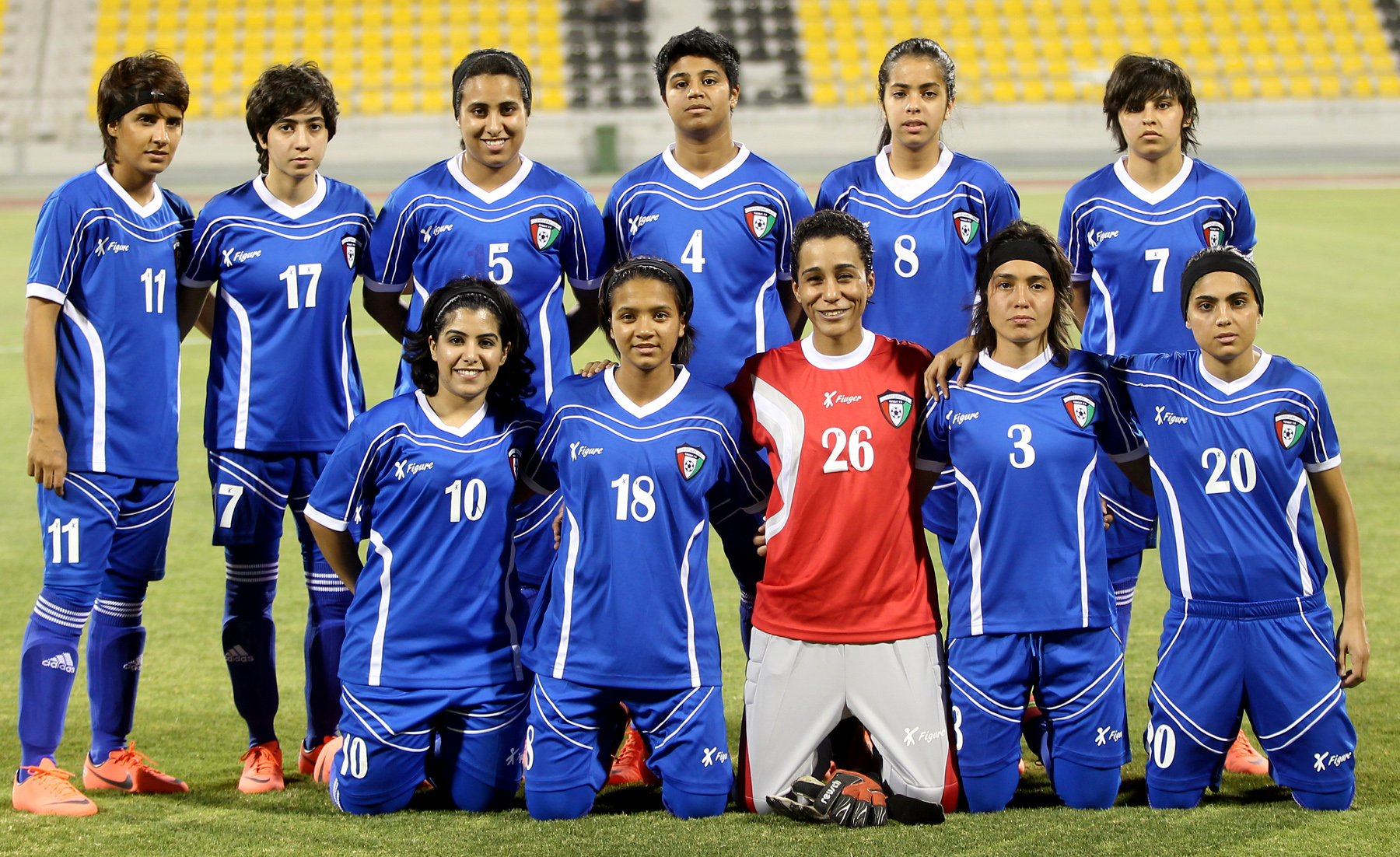
クウェート代表

サッカークウェート女子代表（サッカークウェートじょしだいひょう）は、クウェートサッカー協会(アラビア語: الإتحاد الكويتي لكرة القدم、英語: Kuwait Football Association, 略称：KFA)によって編成されるクウェートの女子サッカーナショナルチームである。アジアサッカー連盟(AFC)に所属している。2010年に西アジア女子サッカー選手権に向けて代表チームが結成された。アジアの女子サッカー選手権であるAFC女子アジアカップには2014年大会で初めて予選に参加する。
女子ワールドカップ、オリンピックともに出場はない。

## ワールドカップの成績
(代表結成以降の成績のみ表記)
- 2011 - 不参加
- 2015 - 予選敗退

## オリンピックの成績
(代表結成以降の成績のみ表記)
- 2012 - 不参加

## アジアカップの成績
(代表結成以降の成績のみ表記)
- 2010 - 不参加
- 2014 - 予選敗退

## 西アジア女子サッカー選手権の成績
(代表結成以降の成績のみ表記)
- 2010 - グループリーグ敗退
- 2011 - 不参加

## FIFAランキング
2012年6月現在、FIFA女子ランキングにはまだランクインしたことがない。